# Фийна
Фийна (укр. Фійна) — село в Жолковской городской общине Львовского района Львовской области Украины.
Население по переписи 2001 года составляло 134 человека. Занимает площадь 7,95 км². Почтовый индекс — 80352. Телефонный код — 3252.